# Jan II. von Egmond

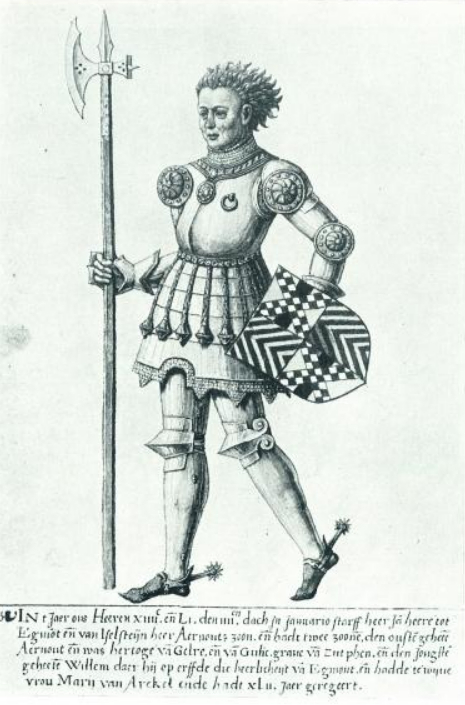
Jan II. von Egmond

Jan II. von Egmond (* 1385; † 1451) aus dem Haus Egmond war von 1423 bis 1433 Regent im Herzogtum Geldern.

## Familie
Er war der Sohn von Arend von Egmond und dessen Gemahlin Jolanda von Leiningen.
Jan von Egmond heiratete am 24. Juni 1409 Maria von Arkel († 18. Juli 1415). Mit ihr hatte er zwei Söhne: Arnold (1410–1473) und Wilhelm von Egmond (1412–1483).

## Leben
Jan II. wurde auch Jan mit den Glocken genannt nach dem Abbild von Glocken auf seiner Rüstung. Er war ein Sympathisant der städtischen Partei der Kabeljaus und stand somit im Gegensatz des Grafen Wilhelm VI. von Holland. Er verlor seine Ländereien im Arkelser Krieg (1401–1412), wurde aber nach dem Tod Wilhelms VI. Herr von Ijsselstein.
Für seinen Sohn Arnold wurde er Regent im Herzogtum Geldern. Dabei tauschte er die Herrschaft Leningen gegen die Herrschaft Leerdam.
| Vorgänger   | Amt                          | Nachfolger  |
| ----------- | ---------------------------- | ----------- |
| Wilhelm I.  | Herr von Egmond 1417–1423    | Wilhelm II. |
| Rainald VI. | Regent von Geldern 1423–1433 | Arnold      |

| Personendaten    | Personendaten                 |
| ---------------- | ----------------------------- |
| NAME             | Jan II. von Egmond            |
| ALTERNATIVNAMEN  | Johann II. von Egmond         |
| KURZBESCHREIBUNG | Regent des Herzogtums Geldern |
| GEBURTSDATUM     | 1385                          |
| STERBEDATUM      | 1451                          |